# Elecciones estatales de Baja California de 1962
Las elecciones estatales de Baja California de 1962 fueron realizadas el domingo 5 de agosto de 1962, y en ellas se renovaron los cargos de elección popular en Baja California :
- 4 Ayuntamientos. Formados por un Presidente Municipal, delegados y regidores, electo para un período inmediato de 3 años no reelegibles para un período inmediato.
- Diputados al Congreso. Electos de Mayoría Relativa de cada uno de los Distritos Electorales.

## Organización
Para estas elecciones, realizadas de nueva cuenta por la Comisión Estatal Electoral, así como los comítes municipales electorales, se amplió el número de distritos electorales a 9, por lo que el número de curules para el Congreso del Estado aumentó también.
La división distrital resultó de la siguiente manera:
- Distrito 1: Ciudad de Mexicali (sección oeste)
- Distrito 2: Ciudad de Mexicali (sección central)
- Distrito 3: Ciudad de Mexicali (sección este)
- Distrito 4: Ciudad Morelos y la zona noroeste rural del municipio de Mexicali.
- Distrito 5: Ciudad Guadalupe Victoria y la sección suroeste del municipio de Mexicali.
- Distrito 6: Tecate, el resto del municipio homónimo, una sección rural del municipio de Tijuana y la sección este de la ciudad.
- Distrito 7: Ciudad de Tijuana (sección central)
- Distrito 8: Ciudad de Tijuana (sección oeste)
- Distrito 9: Ensenada, ciudad y el resto del municipio.[1]

### Partidos políticos
De nueva cuenta solo dos partidos políticos participaron en este proceso electoral, siendo el Partido Acción Nacional y el Partido Revolucionario Institucional; ambos presentaron candidaturas a los 4 municipios y 9 distriitos locales para conformar el congreso.

## Elecciones

### Municipales

#### Ensenada
| Ayuntamiento de Ensenada | Ayuntamiento de Ensenada | Ayuntamiento de Ensenada | Ayuntamiento de Ensenada             |       |            |                   |
| Candidato                | Candidato                | Candidato                | Partido/Coalición                    | Votos | Porcentaje | Regidores electos |
| ------------------------ | ------------------------ | ------------------------ | ------------------------------------ | ----- | ---------- | ----------------- |
| Manuel Nuñez Rodríguez   |                          | Manuel Nuñez Rodríguez   | Partido Acción Nacional              | —     | —          | —                 |
| Adolfo Ramírez Méndez    |                          | Adolfo Ramírez Méndez    | Partido Revolucionario Institucional | —     | —          | —                 |
| Total de votos válidos   | Total de votos válidos   | Total de votos válidos   | Total de votos válidos               |       | —          | 5                 |

#### Mexicali
| Ayuntamiento de Mexicali | Ayuntamiento de Mexicali | Ayuntamiento de Mexicali | Ayuntamiento de Mexicali             |       |            |                   |
| Candidato                | Candidato                | Candidato                | Partido/Coalición                    | Votos | Porcentaje | Regidores electos |
| ------------------------ | ------------------------ | ------------------------ | ------------------------------------ | ----- | ---------- | ----------------- |
| Francisco Siqueiros      |                          | Francisco Siqueiros      | Partido Acción Nacional              | —     | —          | —                 |
| Carlos Rubio Parra       |                          | Carlos Rubio Parra       | Partido Revolucionario Institucional | —     | —          | —                 |
| Total de votos válidos   | Total de votos válidos   | Total de votos válidos   | Total de votos válidos               |       | —          | 5                 |

#### Tecate
| Ayuntamiento de Tecate | Ayuntamiento de Tecate | Ayuntamiento de Tecate | Ayuntamiento de Tecate               |       |            |                   |
| Candidato              | Candidato              | Candidato              | Partido/Coalición                    | Votos | Porcentaje | Regidores electos |
| ---------------------- | ---------------------- | ---------------------- | ------------------------------------ | ----- | ---------- | ----------------- |
|                        |                        | —                      | Partido Acción Nacional              | —     | —          | —                 |
| José Gutiérrez Durán   |                        | José Gutiérrez Durán   | Partido Revolucionario Institucional | —     | —          | —                 |
| Total de votos válidos | Total de votos válidos | Total de votos válidos | Total de votos válidos               |       | —          | 3                 |

#### Tijuana
| Ayuntamiento de Tijuana      | Ayuntamiento de Tijuana | Ayuntamiento de Tijuana      | Ayuntamiento de Tijuana              |       |            |                   |
| Candidato                    | Candidato               | Candidato                    | Partido/Coalición                    | Votos | Porcentaje | Regidores electos |
| ---------------------------- | ----------------------- | ---------------------------- | ------------------------------------ | ----- | ---------- | ----------------- |
| Ignacio García Gutiérrez     |                         | Ignacio García Gutiérrez     | Partido Acción Nacional              | —     | —          | —                 |
| Ildefonso Velásquez Martínez |                         | Ildefonso Velásquez Martínez | Partido Revolucionario Institucional | —     | —          | —                 |
| Total de votos válidos       | Total de votos válidos  | Total de votos válidos       | Total de votos válidos               |       | —          | 5                 |

### Legislativas

#### Distrito I (Mexicali)
| Congreso del Estado de Baja California | Congreso del Estado de Baja California | Congreso del Estado de Baja California | Congreso del Estado de Baja California |       |            |
| Candidato                              | Candidato                              | Candidato                              | Partido/Coalición                      | Votos | Porcentaje |
| -------------------------------------- | -------------------------------------- | -------------------------------------- | -------------------------------------- | ----- | ---------- |
| Roberto Moreno García                  |                                        | Roberto Moreno García                  | Partido Acción Nacional                | —     | —          |
| Enriqueta Téllez Gutiérrez             |                                        | Enriqueta Téllez Gutiérrez             | Partido Revolucionario Institucional   | —     | —          |
| Total de votos válidos                 | Total de votos válidos                 | Total de votos válidos                 | Total de votos válidos                 |       | —          |

#### Distrito II (Mexicali)
| Congreso del Estado de Baja California | Congreso del Estado de Baja California | Congreso del Estado de Baja California | Congreso del Estado de Baja California |       |            |
| Candidato                              | Candidato                              | Candidato                              | Partido/Coalición                      | Votos | Porcentaje |
| -------------------------------------- | -------------------------------------- | -------------------------------------- | -------------------------------------- | ----- | ---------- |
| Elvira Lastrade Fajardo                |                                        | Elvira Lastrade Fajardo                | Partido Acción Nacional                | —     | —          |
| Francisco Javier Vaca Castro           |                                        | Francisco Javier Vaca Castro           | Partido Revolucionario Institucional   | —     | —          |
| Total de votos válidos                 | Total de votos válidos                 | Total de votos válidos                 | Total de votos válidos                 |       | —          |

#### Distrito III (Mexicali)
| Congreso del Estado de Baja California | Congreso del Estado de Baja California | Congreso del Estado de Baja California | Congreso del Estado de Baja California |       |            |
| Candidato                              | Candidato                              | Candidato                              | Partido/Coalición                      | Votos | Porcentaje |
| -------------------------------------- | -------------------------------------- | -------------------------------------- | -------------------------------------- | ----- | ---------- |
| David Montaño Córdova                  |                                        | David Montaño Córdova                  | Partido Acción Nacional                | —     | —          |
| Armando Lizárraga Serna                |                                        | Armando Lizárraga Serna                | Partido Revolucionario Institucional   | —     | —          |
| Total de votos válidos                 | Total de votos válidos                 | Total de votos válidos                 | Total de votos válidos                 |       | —          |

#### Distrito IV (Mexicali)
| Congreso del Estado de Baja California | Congreso del Estado de Baja California | Congreso del Estado de Baja California | Congreso del Estado de Baja California |       |            |
| Candidato                              | Candidato                              | Candidato                              | Partido/Coalición                      | Votos | Porcentaje |
| -------------------------------------- | -------------------------------------- | -------------------------------------- | -------------------------------------- | ----- | ---------- |
| José Carlos Martínez Bortal            |                                        | José Carlos Martínez Bortal            | Partido Acción Nacional                | —     | —          |
| Víctor Quintero Robles                 |                                        | Víctor Quintero Robles                 | Partido Revolucionario Institucional   | —     | —          |
| Total de votos válidos                 | Total de votos válidos                 | Total de votos válidos                 | Total de votos válidos                 |       | —          |

#### Distrito V (Mexicali)
| Congreso del Estado de Baja California | Congreso del Estado de Baja California | Congreso del Estado de Baja California | Congreso del Estado de Baja California |       |            |
| Candidato                              | Candidato                              | Candidato                              | Partido/Coalición                      | Votos | Porcentaje |
| -------------------------------------- | -------------------------------------- | -------------------------------------- | -------------------------------------- | ----- | ---------- |
| Gabriel Ojeda Juárez                   |                                        | Gabriel Ojeda Juárez                   | Partido Acción Nacional                | —     | —          |
| Carlos Enrique Ainsle Fimbres          |                                        | Carlos Enrique Ainsle Fimbres          | Partido Revolucionario Institucional   | —     | —          |
| Total de votos válidos                 | Total de votos válidos                 | Total de votos válidos                 | Total de votos válidos                 |       | —          |

#### Distrito VI (Tecate)
| Congreso del Estado de Baja California | Congreso del Estado de Baja California | Congreso del Estado de Baja California | Congreso del Estado de Baja California |       |            |
| Candidato                              | Candidato                              | Candidato                              | Partido/Coalición                      | Votos | Porcentaje |
| -------------------------------------- | -------------------------------------- | -------------------------------------- | -------------------------------------- | ----- | ---------- |
| Alberto Amador Orozco                  |                                        | Alberto Amador Orozco                  | Partido Acción Nacional                | —     | —          |
| Guillermo Caballero Sosa               |                                        | Guillermo Caballero Sosa               | Partido Revolucionario Institucional   | —     | —          |
| Total de votos válidos                 | Total de votos válidos                 | Total de votos válidos                 | Total de votos válidos                 |       | —          |

#### Distrito VII (Tijuana)
| Congreso del Estado de Baja California | Congreso del Estado de Baja California | Congreso del Estado de Baja California | Congreso del Estado de Baja California |       |            |
| Candidato                              | Candidato                              | Candidato                              | Partido/Coalición                      | Votos | Porcentaje |
| -------------------------------------- | -------------------------------------- | -------------------------------------- | -------------------------------------- | ----- | ---------- |
| María Martínez de Sánchez              |                                        | María Martínez de Sánchez              | Partido Acción Nacional                | —     | —          |
| Miguel Ángel Sáenz Garza               |                                        | Miguel Ángel Sáenz Garza               | Partido Revolucionario Institucional   | —     | —          |
| Total de votos válidos                 | Total de votos válidos                 | Total de votos válidos                 | Total de votos válidos                 |       | —          |

#### Distrito VIII (Tijuana)
| Congreso del Estado de Baja California | Congreso del Estado de Baja California | Congreso del Estado de Baja California | Congreso del Estado de Baja California |       |            |
| Candidato                              | Candidato                              | Candidato                              | Partido/Coalición                      | Votos | Porcentaje |
| -------------------------------------- | -------------------------------------- | -------------------------------------- | -------------------------------------- | ----- | ---------- |
| Jorge Rujana Ruelas                    |                                        | Jorge Rujana Ruelas                    | Partido Acción Nacional                | —     | —          |
| José Vázquez Priego                    |                                        | José Vázquez Priego                    | Partido Revolucionario Institucional   | —     | —          |
| Total de votos válidos                 | Total de votos válidos                 | Total de votos válidos                 | Total de votos válidos                 |       | —          |

#### Distrito IX (Ensenada)
| Congreso del Estado de Baja California | Congreso del Estado de Baja California | Congreso del Estado de Baja California | Congreso del Estado de Baja California |       |            |
| Candidato                              | Candidato                              | Candidato                              | Partido/Coalición                      | Votos | Porcentaje |
| -------------------------------------- | -------------------------------------- | -------------------------------------- | -------------------------------------- | ----- | ---------- |
| Manuel Reyes Retana                    |                                        | Manuel Reyes Retana                    | Partido Acción Nacional                | —     | —          |
| Francisco Figueroa Méndez              |                                        | Francisco Figueroa Méndez              | Partido Revolucionario Institucional   | —     | —          |
| Total de votos válidos                 | Total de votos válidos                 | Total de votos válidos                 | Total de votos válidos                 |       | —          |

## Resultados electorales

### Ayuntamientos
| Ayuntamiento | Alcalde electo               | Partido |
| ------------ | ---------------------------- | ------- |
| Mexicali     | Carlos Rubio Parra           |         |
| Tijuana      | Ildefonso Velásquez Martínez |         |
| Ensenada     | Adolfo Ramírez Méndez        |         |
| Tecate       | José Gutiérrez Durán         |         |

### Congreso local
| Partido | Partido | Partido                              | Diputados        | Diputados |  |
| Partido | Partido | Partido                              | Mayoría relativa | Total     |  |
|         |         | Partido Revolucionario Institucional | 9                | 9/9       |  |
| Total   | Total   | Total                                | 9                | 9         |  |

| Distrito | Diputado                       | Partido | Partido                              |
| -------- | ------------------------------ | ------- | ------------------------------------ |
| I        | Enriqueta Téllez Gutiérrez     |         | Partido Revolucionario Institucional |
| II       | Francisco Javier Vaca Castro   |         | Partido Revolucionario Institucional |
| III      | Armando Lizárraga Serna        |         | Partido Revolucionario Institucional |
| IV       | Víctor Quintero Robles         |         | Partido Revolucionario Institucional |
| V        | Carlos Enrique Ainslie Fimbres |         | Partido Revolucionario Institucional |
| VI       | Guillermo Caballero Sosa       |         | Partido Revolucionario Institucional |
| VII      | Miguel Ángel Sáenz Garza       |         | Partido Revolucionario Institucional |
| VIII     | José Vázquez Priego            |         | Partido Revolucionario Institucional |
| IX       | Francisco Figueroa Méndez      |         | Partido Revolucionario Institucional |